# 齐惠
齐惠（??—2013年3月10日），是一名中国的女艺人。

## 生平
曾为中国人民解放军艺术学院的教师，且在北京电视台生活频道著名栏目《快乐生活一点通》一节目的主持人，饰演奶奶一角色。
2013年3月10日下午，齐惠因突发心肌梗塞而逝世，享年77岁。